# 苯异丙肼
苯异丙肼（英語：或amphethydrazine、amphetamine hydrazide，商品名：Catron、Cavodil，开发代号：JB-516）是一种有机化合物，化学式为C9H14N2，属于聯氨类单胺氧化酶抑制剂（MAOI），1960年代开始作为抗抑郁药使用。